# Nonagria obscura
Nonagria obscura är en fjärilsart som beskrevs av Barend J. Lempke 1965. Nonagria obscura ingår i släktet Nonagria och familjen nattflyn. Inga underarter finns listade i Catalogue of Life.